# Хедвиг фон Липе
Хедвиг фон Липе (на немски: Hedwig zur Lippe; * ок. 1238; † 5 март 1315) от род Липе е чрез женитба графиня на Равенсберг.

## Биография
Тя е дъщеря на Бернхард III, господар на господство Липе († 1265), и първата му съпруга графиня София фон Арнсберг-Ритберг († ок. 1245), наследничка на господство Реда, дъщеря на Готфрид II фон Арнсберг и Ритберг и на Елизабет. Баща ѝ Бернхард III се жени втори път през 1248 г. за графиня София фон Равенсберг-Фехта († 1285).
Хедвиг фон Липе се омъжва пр. 8/29 септември 1258 г. за граф Ото III фо Равенсберг. На 12 юли 1293 г. двамата основават каноник манастир в Билефелд, където са погребани.

## Фамилия
Хедвиг фон Липе се омъжва пр. 8/29 септември 1258 г. за граф Ото III фон Равенсберг (* ок. 1246; † 5 март 1306), първият син на граф Лудвиг фон Равенсберг († 1249) и втората му съпруга Аделхайд фон Дасел († 1262/1263). Двамата имат девет деца:
- Уда (* 1268/1276; † 25 юни 1313), омъжена 1292/1298 г. за Йохан I фон Изенбург-Лимбург (1266 – 1312)
- Хедвиг фон Равенсберг (* пр. 1246; † сл. 1346), омъжена за Торгилс Кнутсон († 1306)
- Херман († 1316/1297 при Милано)
- Лудвиг (* пр. 1269; † сл. 1294)
- Ото IV (* пр. 1276; † 1328/1329), граф на Равенсберг
- Бернхард († 1346)
- София (* пр. 1276, † сл. 1328), омъжена за граф Хилдебалд I фон Олденбург-Алтбруххаузен (1270 – 1310)
- Аделхайд (* 1270; † 1335/3139), омъжена ок. 1297 г. за ландграф Ото I фон Хесен (1272 – 1328)
- Юта († 1305), омъжена 1282 г. за граф Хайнрих III фон Хонщайн-Арнсберг-Зондерсхаузен († 1305)